# غرامي شرطي وحرامي
غرامي شرطي وحرامي مسلسل كوميدي عراقي من إنتاج قناة الرشيد تم عرضه في رمضان 2018، العمل من تأليف السناريست محمد خماس وإخراج مهند حسن. ومن بطولة إيناس طالب التي عادت في هذا العمل بعد غياب 5 سنوات عن التمثيل حيث كا أخر عمل لها مسلسل فاتنة بغداد.

## عن العمل
تدور أحداث العمل حول المحامية حبيبة (إيناس طالب )التي تعمل في مكتب محاماة يديره المحامي البارع شاهين العراب (زهير محمد رشيد) وعلى الرغم من نجاح حبيبة في عملها كمحامية إلا انها فاشلة في حياتها العاطفية حيث تتفاقم أزمتها في اختيار شريك حياتها وان ثمة هواجس من الرجل بدأت تسيطر عليها مؤخرا كل ما أرادت المضي قدما بعلاقة ما.الأمر الذي جعل فكرة الزواج حالة معقدة، وربما يكون عملها كمحامية تترافع في قضايا الطلاق والعنف وغيرها من القضايا التي يكون الرجل بطلا فيها أدى إلى هذا النوع من الاضطراب العاطفي. يقع في حبها ضابط التحقيق عطا (حيدر منعثر) الذي يختلق الفرص لجلبها إلى مركز الشرطة في قضايا ترد إليه للمركز، كذلك يقع في حبها المجرم جلمود (سعد خليفة) والذي يطلبها للترافع عنها كلما دخل إلى السجن وفي نهاية المطاف لا ينجح أحداُ فيهم في استمالة قلبها حيث تقع في حب متهم بقضية أختلاس تترافع عنه ويحكم عليه بالسجن المؤبد ويطلب يدها للزواج من خلف القضبان وتوافق على امل استئناف الحكم. العمل لا يركز على الحياة القانونية وأجواء المحاكم بالدرجة الاساس وانما على حياة حبيبة اليومية ومشكلاتها مع الراغبين في استمالة قلبها في كل مكان تكون فيه، أيضا يعالج العمل مشكلات المكتب وزملائها في العمل فيما تشكل بعض القضايا والحالات القانونية الواردة إلى المكتب مناسبة للتسلل إلى الكثير من القضايا والمشاكل التي يعج بها المجتمع والتي يمكن أن تؤثر بشكل أو باخر على حياة البطلة.

## أبطال العمل
| التسلسل | الممثل         | الشخصية                          |
| ------- | -------------- | -------------------------------- |
| 1       | إيناس طالب     | المحامية حبيبة                   |
| 2       | زهير محمد رشيد | شاهين العراب(مدير شركة المحاماة) |
| 3       | سعد خليفة      | المجرم جلمود                     |
| 4       | حيدر منعثر     | الرائد عطا                       |
| 5       | رضا طارش       | كمبودي                           |
| 6       | هبة صباح       | رغودة                            |
| 7       | ذو الفقار خضر  | المحامي كريم                     |
| 8       | داليا أحمد     | نيفين - محامية متمرنة            |
| 9       | محمد رضا طارش  | المفوض سهم                       |
| 10      | علي داخل       | أبو سباهي - زبون دائم            |